# مکتب ژنو
مکتب ژنو (به زبان انگلیسی: Geneva School) اشاره دارد اول به گروهی از زبان‌شناسان ساختارگرا از جمله فردینان دو سوسور که در ژنو مستقر بودند و دوم اشاره دارد به گروهی ناهمگون از منتقدان ادبی قرن بیستمی که با شهر ژنو مرتبط بوده‌اند و در عین دوستی با یکدیگر، دارای یک رویکرد پدیدارشناسانهٔ مشترک هستند که قائل به بازسازی یک جهان‌بینی ضمنی از زبان متن است. این گروه از منتقدان ادبی پدیدارشناس به شدت وام‌دار نوشته‌های ادموند هوسرل و موریس مرلو-پونتی هستند. آن‌ها در نظریه‌های خود پیرامون نقش مؤلف و شالودهٔ متن ادبی، مفهوم هوسرلیِ زیست‌جهان را به کار می‌گیرند و آن را جرح و تعدیل و بسط می‌دهند.
از چهره‌های برجسته این مکتب می‌توان از مارسل ریمون، ژان روسه، ژان استاروبینسکی، آلبر بگن، ژرژ پوله و ژان-پیر ریشار نام برد. همچنین جی هیلیس میلر آمریکایی نیز تحت تأثیر ژرژ پوله جذب حلقهٔ ژنو شد اما بعد از مدتی به شالوده‌شکنی روی آورد.